# Olympische Sommerspiele 2016/Teilnehmer (Hongkong)
| Gelbes Symbol für Goldmedaillen mit stilisierten Olympischen Ringen | Graues Symbol für Silbermedaillen mit stilisierten Olympischen Ringen | Braundes Symbol für Bronzemedaillen mit stilisierten Olympischen Ringen |
| ------------------------------------------------------------------- | --------------------------------------------------------------------- | ----------------------------------------------------------------------- |
| —                                                                   | —                                                                     | —                                                                       |

Hongkong nahm an den Olympischen Spielen 2016 in Rio de Janeiro teil. Es war die insgesamt 16. Teilnahme an Olympischen Sommerspielen. Das NOK Hongkongs (Sports Federation and Olympic Committee of Hong Kong China) nominierte 37 Athleten in neun Sportarten.
Fahnenträgerin bei der Eröffnungsfeier war die Schwimmerin Stephanie Au.

## Teilnehmer nach Sportarten

### Badminton
| Athleten                   | Wettbewerb | Gruppenphase                                                                                       | Gruppenphase                                                    | Gruppenphase | Gruppenphase | Achtelfinale   | Achtelfinale       | Viertelfinale | Viertelfinale | Halbfinale    | Halbfinale    | Finale        | Finale        | Rang          |
| Athleten                   | Wettbewerb | Gegner                                                                                             | Ergebnis                                                        | Punkte       | Rang         | Gegner         | Ergebnis           | Gegner        | Ergebnis      | Gegner        | Ergebnis      | Gegner        | Ergebnis      | Rang          |
| -------------------------- | ---------- | -------------------------------------------------------------------------------------------------- | --------------------------------------------------------------- | ------------ | ------------ | -------------- | ------------------ | ------------- | ------------- | ------------- | ------------- | ------------- | ------------- | ------------- |
| Frauen                     |            | |                                                                 |              |              |                |                    |               |               |               |               |               |               |               |
| Yip Pui Yin                | Einzel     | Kati Tolmoff Ratchanok Intanon                                                                     | 1:2 (21:5, 13:21, 19:21) 0:2 (18:21, 12:21)                     | 83:89        | 3            | ausgeschieden  | ausgeschieden      | ausgeschieden | ausgeschieden | ausgeschieden | ausgeschieden | ausgeschieden | ausgeschieden | ausgeschieden |
| Poon Lok Yan Tse Ying Suet | Doppel     | Nitya Krishinda Maheswari Greysia Polii Heather Olver Lauren Smith Vivian Hoo Kah Mun Woon Khe Wei | 0:2 (9:21, 11:21) 1:2 (17:21, 21:18, 16:21) 0:2 (15:21, 13:21)  | 102:144      | 4            | –              | –                  | ausgeschieden | ausgeschieden | ausgeschieden | ausgeschieden | ausgeschieden | ausgeschieden | ausgeschieden |
| Männer                     |            | |                                                                 |              |              |                |                    |               |               |               |               |               |               |               |
| Hu Yun                     | Einzel     | Pablo Abián Jaspar Yu Woon Chai                                                                    | 2:0 (21:18, 21:19) 2:0 (21:16, 21:15)                           | 84:68        | 1            | Chou Tien-chen | 0:2 (10:21, 13:21) | ausgeschieden | ausgeschieden | ausgeschieden | ausgeschieden | ausgeschieden | ausgeschieden | ausgeschieden |
| Ng Ka Long                 | Einzel     | Pedro Martins Martin Giuffre                                                                       | 2:0 (21:17, 21:18) 2:0 (21:11, 21:14)                           | 84:60        | 1            | Son Wan-ho     | 0:2 (21:23, 17:21) | ausgeschieden | ausgeschieden | ausgeschieden | ausgeschieden | ausgeschieden | ausgeschieden | ausgeschieden |
| Mixed                      |            | |                                                                 |              |              |                |                    |               |               |               |               |               |               |               |
| Chau Hoi Wah Lee Chun Hei  | Doppel     | Zhao Yunlei Zhang Nan Debby Susanto Praveen Jordan Birgit Michels Michael Fuchs                    | 0:2 (16:21, 15:21) 1:2 (12:21, 21:19, 15:21) 2:0 (21:17, 21:14) | 121:134      | 3            | –              | –                  | ausgeschieden | ausgeschieden | ausgeschieden | ausgeschieden | ausgeschieden | ausgeschieden | ausgeschieden |

### Fechten
| Athleten       | Wettbewerb     | 1. Runde | 1. Runde | 2. Runde           | 2. Runde | Achtelfinale      | Achtelfinale  | Viertelfinale | Viertelfinale | Halbfinale / Klassifikation | Halbfinale / Klassifikation | Finale / Platzierung | Finale / Platzierung | Rang          |
| Athleten       | Wettbewerb     | Gegner   | Ergebnis | Gegner             | Ergebnis | Gegner            | Ergebnis      | Gegner        | Ergebnis      | Gegner                      | Ergebnis                    | Gegner               | Ergebnis             | Rang          |
| -------------- | -------------- | -------- | -------- | ------------------ | -------- | ----------------- | ------------- | ------------- | ------------- | --------------------------- | --------------------------- | -------------------- | -------------------- | ------------- |
| Frauen         |                |          |          |                    |          |                   |               |               |               |                             |                             |                      |                      |               |
| Vivian Kong    | Degen Einzel   | Freilos  | Freilos  | Ljubow Schutowa    | 15:10    | Rossella Fiamingo | 11:15         | ausgeschieden | ausgeschieden | ausgeschieden               | ausgeschieden               | ausgeschieden        | ausgeschieden        | ausgeschieden |
| Lin Po Heung   | Florett Einzel | Freilos  | Freilos  | Elisa Di Francisca | 8:15     | ausgeschieden     | ausgeschieden | ausgeschieden | ausgeschieden | ausgeschieden               | ausgeschieden               | ausgeschieden        | ausgeschieden        | ausgeschieden |
| Männer         |                |          |          |                    |          |                   |               |               |               |                             |                             |                      |                      |               |
| Cheung Ka Long | Florett Einzel | Freilos  | Freilos  | Heo Jun            | 15:8     | Guilherme Toldo   | 10:15         | ausgeschieden | ausgeschieden | ausgeschieden               | ausgeschieden               | ausgeschieden        | ausgeschieden        | ausgeschieden |

### Golf
| Athleten     | Runde 1 | Runde 2 | Runde 3 | Runde 4 | Gesamt | Par | Rang |
| ------------ | ------- | ------- | ------- | ------- | ------ | --- | ---- |
| Frauen       |         |         |         |         |        |     |      |
| Tiffany Chan | 71      | 75      | 73      | 69      | 288    | +4  | 37   |

### Leichtathletik
Laufen und Gehen 
| Athleten      | Wettbewerb | Runde 1 | Runde 1 | Halbfinale | Halbfinale | Finale    | Finale | Rang |
| Athleten      | Wettbewerb | Zeit    | Rang    | Zeit       | Rang       | Zeit      | Rang   | Rang |
| ------------- | ---------- | ------- | ------- | ---------- | ---------- | --------- | ------ | ---- |
| Frauen        |            |         |         |            |            |           |        |      |
| Yiu Kit Ching | Marathon   | –       | –       | –          | –          | 2:36:11 h | 39     | 39   |

 Springen und Werfen 
| Athleten      | Wettbewerb | Qualifikation | Qualifikation | Finale        | Finale        | Rang |
| Athleten      | Wettbewerb | Weite/Höhe    | Rang          | Weite/Höhe    | Rang          | Rang |
| ------------- | ---------- | ------------- | ------------- | ------------- | ------------- | ---- |
| Männer        |            |               |               |               |               |      |
| Chan Ming Tai | Weitsprung | 7,79 m        | 17            | ausgeschieden | ausgeschieden | 17   |

### Radsport

#### Bahn
| Athleten    | Wettbewerb | Qualifikation | Qualifikation | Finals      | Finals | Rang |
| Athleten    | Wettbewerb | Zeit          | Rang          | Zeit        | Rang   | Rang |
| ----------- | ---------- | ------------- | ------------- | ----------- | ------ | ---- |
| Frauen      |            |               |               |             |        |      |
| Lee Wai-sze | Sprint     | 10,800 s      | 3             | Finale 5–8  | 2      | 6    |
| Lee Wai-sze | Keirin     |               |               | Finale 7–12 | 1      | 7    |

Omnium
| Frauen          |    |    |    |    |    |    |    |    |    |    |    |    |     |    |
| Diao Xiao Juan  | 11 | 20 | 14 | 14 | 14 | 14 | 16 | 10 | 11 | 20 | 10 | 22 | 100 | 12 |
| Männer          |    |    |    |    |    |    |    |    |    |    |    |    |     |    |
| Leung Chun-wing | 11 | 20 | 13 | 16 | 13 | 16 | 8  | 26 | 8  | 26 | 1  | 11 | 105 | 11 |

#### Straße
| Athleten        | Wettbewerb    | Zeit          | Rang          |
| --------------- | ------------- | ------------- | ------------- |
| Männer          |               |               |               |
| Cheung King-lok | Straßenrennen | nicht beendet | nicht beendet |

#### Mountainbike
| Athleten       | Wettbewerb    | Zeit      | Rang |
| -------------- | ------------- | --------- | ---- |
| Männer         |               |           |      |
| Chun Hing Chan | Cross-Country | 1:44:41 h | 32   |

### Rudern
| Athleten                     | Wettbewerb                  | Vorlauf     | Vorlauf | Vorlauf       | Hoffnungslauf | Hoffnungslauf | Hoffnungslauf | Halbfinale  | Halbfinale | Halbfinale    | Finale      | Finale | Rang |
| Athleten                     | Wettbewerb                  | Zeit        | Platz   | Qualifikation | Zeit          | Platz         | Qualifikation | Zeit        | Platz      | Qualifikation | Zeit        | Platz  | Rang |
| ---------------------------- | --------------------------- | ----------- | ------- | ------------- | ------------- | ------------- | ------------- | ----------- | ---------- | ------------- | ----------- | ------ | ---- |
| Frauen                       |                             |             |         |               |               |               |               |             |            |               |             |        |      |
| Lee Yuen Yin Lee Ka Man      | Leichtgewichts-Doppelzweier | 7:29,87 min | 5       | Hoffnungslauf | 8:20,96 min   | 6             | Halbfinale C  | 8:14,17 min | 2          | C-Finale      | 7:46,85 min | 4      | 16   |
| Männer                       |                             |             |         |               |               |               |               |             |            |               |             |        |      |
| Chiu Hin Chun Tang Chiu Mang | Leichtgewichts-Doppelzweier | 6:45,05 min | 5       | Hoffnungslauf | 7:22,05 min   | 6             | Halbfinale C  | 7:33,47 min | 4          | D-Finale      | 6:57,95 min | 1      | 19   |

### Schwimmen
| Athleten                                           | Wettbewerb      | Vorlauf         | Vorlauf         | Halbfinale      | Halbfinale      | Finale          | Finale          | Rang            |
| Athleten                                           | Wettbewerb      | Zeit            | Rang            | Zeit            | Rang            | Zeit            | Rang            | Rang            |
| -------------------------------------------------- | --------------- | --------------- | --------------- | --------------- | --------------- | --------------- | --------------- | --------------- |
| Frauen                                             |                 |                 |                 |                 |                 |                 |                 |                 |
| Camille Cheng                                      | 50 m Freistil   | 25,92 s         | 44              | ausgeschieden   | ausgeschieden   | ausgeschieden   | ausgeschieden   | 44              |
| Camille Cheng                                      | 100 m Freistil  | 54,92 s         | 24              | ausgeschieden   | ausgeschieden   | ausgeschieden   | ausgeschieden   | 24              |
| Camille Cheng                                      | 200 m Freistil  | 1:59,71 min     | 29              | ausgeschieden   | ausgeschieden   | ausgeschieden   | ausgeschieden   | 29              |
| Siobhan Haughey                                    | 200 m Freistil  | 1:56,91 min     | 9               | 1:57,56 min     | 13              | ausgeschieden   | ausgeschieden   | 13              |
| Yvette Kong                                        | 100 m Brust     | 1:09,56 min     | 32              | ausgeschieden   | ausgeschieden   | ausgeschieden   | ausgeschieden   | 32              |
| Yvette Kong                                        | 200 m Brust     | nicht gestartet | nicht gestartet | nicht gestartet | nicht gestartet | nicht gestartet | nicht gestartet | nicht gestartet |
| Claudia Lau                                        | 100 m Rücken    | 1:01,27 min     | 19              | ausgeschieden   | ausgeschieden   | ausgeschieden   | ausgeschieden   | 19              |
| Claudia Lau                                        | 200 m Rücken    | 2:10,94 min     | 18              | ausgeschieden   | ausgeschieden   | ausgeschieden   | ausgeschieden   | 18              |
| Siobhan Haughey                                    | 200 m Lagen     | nicht gestartet | nicht gestartet | nicht gestartet | nicht gestartet | nicht gestartet | nicht gestartet | nicht gestartet |
| Stephanie Au Camille Cheng Yvette Kong Sze Hang Yu | 4 × 100 m Lagen | 4:03,85 min     | 14              | –               | –               | ausgeschieden   | ausgeschieden   | 14              |
| Männer                                             |                 |                 |                 |                 |                 |                 |                 |                 |
| Geoffrey Cheah                                     | 50 m Freistil   | 22,46 s         | 32              | ausgeschieden   | ausgeschieden   | ausgeschieden   | ausgeschieden   | 32              |

### Segeln
Fleet Race
| Athleten                 | Wettbewerb      | Qualifikation | Qualifikation | Medal Race    | Medal Race    | Punkte | Rang |
| Athleten                 | Wettbewerb      | Punkte        | Rang          | Punkte        | Rang          | Punkte | Rang |
| ------------------------ | --------------- | ------------- | ------------- | ------------- | ------------- | ------ | ---- |
| Frauen                   |                 |               |               |               |               |        |      |
| Sin Lam Sonia Lo         | Windsurfen RS:X | 157           | 17            | ausgeschieden | ausgeschieden | 157    | 17   |
| Männer                   |                 |               |               |               |               |        |      |
| Chun Leung Michael Cheng | Windsurfen RS:X | 120           | 9             | 6             | 3             | 126    | 8    |

### Tischtennis
| Athleten                             | Wettbewerb | 1. Runde          | 1. Runde | 2. Runde | 2. Runde | 3. Runde        | 3. Runde | Achtelfinale  | Achtelfinale  | Viertelfinale | Viertelfinale | Halbfinale    | Halbfinale    | Finale        | Finale        | Rang          |
| Athleten                             | Wettbewerb | Gegner            | Ergebnis | Gegner   | Ergebnis | Gegner          | Ergebnis | Gegner        | Ergebnis      | Gegner        | Ergebnis      | Gegner        | Ergebnis      | Gegner        | Ergebnis      | Rang          |
| ------------------------------------ | ---------- | ----------------- | -------- | -------- | -------- | --------------- | -------- | ------------- | ------------- | ------------- | ------------- | ------------- | ------------- | ------------- | ------------- | ------------- |
| Frauen                               |            |                   |          |          |          |                 |          |               |               |               |               |               |               |               |               |               |
| Doo Hoi Kem                          | Einzel     | Freilos           | Freilos  | Freilos  | Freilos  | Georgina Póta   | 4:2      | Ding Ning     | 0:4           | ausgeschieden | ausgeschieden | ausgeschieden | ausgeschieden | ausgeschieden | ausgeschieden | ausgeschieden |
| Lee Ho Ching                         | Einzel     | Freilos           | Freilos  | Freilos  | Freilos  | Tetjana Bilenko | 4:1      | Li Xiaoxia    | 0:4           | ausgeschieden | ausgeschieden | ausgeschieden | ausgeschieden | ausgeschieden | ausgeschieden | ausgeschieden |
| Doo Hoi Kem Lee Ho Ching Tie Yana    | Mannschaft | Chinesisch Taipeh | 3:0      | –        | –        | –               | –        | –             | –             | Deutschland   | 1:3           | ausgeschieden | ausgeschieden | ausgeschieden | ausgeschieden | ausgeschieden |
| Männer                               |            |                   |          |          |          |                 |          |               |               |               |               |               |               |               |               |               |
| Tang Peng                            | Einzel     | Freilos           | Freilos  | Freilos  | Freilos  | Hugo Calderano  | 2:4      | ausgeschieden | ausgeschieden | ausgeschieden | ausgeschieden | ausgeschieden | ausgeschieden | ausgeschieden | ausgeschieden | ausgeschieden |
| Wong Chun Ting                       | Einzel     | Freilos           | Freilos  | Freilos  | Freilos  | Eugene Wang     | 4:1      | Kōki Niwa     | 0:4           | ausgeschieden | ausgeschieden | ausgeschieden | ausgeschieden | ausgeschieden | ausgeschieden | ausgeschieden |
| Tang Peng Wong Chun Ting Ho Kwan Kit | Mannschaft | Australien        | 3:1      | –        | –        | –               | –        | –             | –             | Japan         | 1:3           | ausgeschieden | ausgeschieden | ausgeschieden | ausgeschieden | ausgeschieden |